# Погранично-папуасские языки
Погранично-папуасские языки (пограничные, тамийские; англ. Border languages, Tami languages) — семья папуасских языков, выделенная в качестве отдельной от других в классификации Малкома Росса.
Стивен Вурм в своей классификации (1982) включает эти языки в качестве отдельной семьи в трансновогвинейскую филу. Там они могут объединяться с торскими языками (сейчас рассматриваются как часть тор-квербской семьи (Tor-Kwerba languages)) в северную надсемью.
Распространены на севере острова Новая Гвинея на пограничье (отсюда название) между индонезийской провинцией Папуа и Папуа — Новой Гвинеей (провинция Западный Сепик).

## Состав
Включает 16 языков, которые делятся на 3 ветви.
- Беванийская (Bewani family) — все пять языков в ПНГ: аинбай (Ainbai), умеда (Umeda), килмери (Kilmeri), нингера (Ningera), паги (Pagi);
- Тайкатская  (Taikat family) — оба языка в Индонезии: ауйи (авьи, ньяо, Awyi), тайкат (Taikat);
- Варисская ветвь (Waris family) — 8 языков в ПНГ, сенгги в Индонезии: языки варис (Waris), манем (Manem), сенгги (виид, Senggi, Viid), пунда-умеда (Punda-Umeda), вайна (ванья, сованда, Waina), имонда (Imonda), даонда (Daonda), ауве (Auwe, Simog), аманаб.

Кроме того, Росс включал в эту семью язык эльсенг, который обычно считается изолированным. В целом, однако из-за скудости сведений этот язык является фактически неклассифицированным.

## Местоимения
Росс реконструировал для пограничных языков следующую систему местоимений:
| Лицо     | Ед. число | Мн. число |
| -------- | --------- | --------- |
| 1 экскл. | *ka       | *kia- ?   |
| 1 инкл.  | *ka       | *bile ?   |
| 2        | *je       | ?         |
| 3        | *ihe      | *ihe- ?   |